# Black Rose
Black Rose je jediné studiové album skupiny Black Rose, v čele s Cher, vydané v srpnu roku 1980 u Casablanca Records.

## Pozadí
Rockovou skupinu Black Rose založila Cher v roce 1980 spolu s kytaristou Lesem Dudkem, který byl v té době i jejím milencem. Další členové byli: Gary Ferguson, Michael Finnigan, Warren Ham, Rocket Ritchotte a Trey Thompson. Nezávislá rocková kapela vystupovala v malých klubech v Los Angeles a snažila se nevyužívat hvězdný vliv Cher. Na obale desky proto schválně nebyla její fotka a ani její jméno nebylo uvedeno (zadní stranu alba však tvoří společná fotografie kapely)
Album produkoval James Newton Howard. Jedná se o první album Cher s rockovým soundem, typickým pro její pozdější nahrávky u společnosti Geffen z let 1987 - 1991.
Turné i druhé album v roce 1981 ztroskotaly po totálním neúspěchu jejich prvotiny. Alba se celosvětově prodalo asi 400 000 kusů. Skupina se rozpadla v roce 1981.
Reedice alba na CD vyšla v Německu společností EMI. Je však označené jako album Cher, nikoliv Black Rose.

### Singly
Jediný vydaný singl je píseň „Never Should’ve Started“, tak však jako singl neuspěla a nikde se neumístila.

## Seznam skladeb
| Pořadí | Název                   | Autor                                                          | Délka |
| ------ | ----------------------- | -------------------------------------------------------------- | ----- |
| 1.     | Never Should’ve Started | David Foster, David Paich, James Newton Howard, Valerie Carter | 4:14  |
| 2.     | Julie                   | Bernie Taupin, Mike Chapman                                    | 3:21  |
| 3.     | Take It From The Boys   | Carole Bayer Sager, Bruce Roberts                              | 4:59  |
| 4.     | We All Fly Home         | Johnny Vastano, Vince Poncia                                   | 3:56  |
| 5.     | 88 Degrees              | Phil Brown                                                     | 5:57  |
| 6.     | You Know It             | Les Dudek                                                      | 3:20  |
| 7.     | Young And Pretty        | Allee Willis, Richard "T Bear" Gerstein                        | 4:03  |
| 8.     | Fast Company            | Fred Mollin, Larry Mollin                                      | 3:47  |